# Вогулка (посёлок, Пермский край)
Вогулка — посёлок в Пермском крае России. Входит в Березниковский городской округ в рамках организации местного самоуправления и в Усольский район в рамках административно-территориального устройства края.

## География
Посёлок расположен примерно на правом берегу реки Яйва в 27 километрах по прямой на юг от южной оконечности города Березники недалеко от автомобильной дороги Пермь-Березники.
Климат
Климат умеренно континентальный с суровой продолжительной зимой и тёплым коротким летом. Самый холодный месяц — январь со среднемесячной температурой (−15,7 °C), самый тёплый — июль со среднемесячной температурой (+17,4 °C). Продолжительность безморозного периода в среднем составляет 114 дней. Общее число дней с положительной температурой 190. Последний весенний заморозок в среднем наблюдается в конце мая, а первый осенний — в конце второй декады сентября. Среднегодовая температура воздуха −2,2 °C.

## История
Изначально поселение на Яйве у места впадения в неё речки Вогулка известно было с 1788 года. В 1823 году здесь была основана лесопильная мельница, в 1852 году Вогульский завод, на котором строили баржи речные суда. В конце 1930-х годов был образован трудпосёлок Вогулка для спецпоселенцев в статусе трудпоселенцев (видимо, семьи так называемых кулаков). После 1950 года отмечено наличие спецпоселенцев из числа советских немцев и бывших власовцев. Посёлок именовался уже спепосёлком. В 40-х годах было образован Вогульский леспромхоз, существовавший до 1960 года, его правопреемником стал Березниковский леспромхоз, существовавший до 1967 года. До 1995 года после всех трансформаций существовал ещё Яйвинский сплавной участок Орлинского сплавного рейда.
С 2004 до 2018 года посёлок входил в Романовское сельское поселение Усольского муниципального района, с 2018 года включается в Романовский территориальный отдел Березниковского городского округа.

## Население
| 1926 | 2010 | 2013 | 2014 |
| ---- | ---- | ---- | ---- |
| 197  | ↗229 | ↘211 | ↗214 |

Постоянное население посёлка было 280 человек (русские 94 %) в 2002 году.